# يو إف سي على إي إس بي إن: غان ضد سبيفاك
يو إف سي على إي إس بي إن: غان ضد سبيفاك (بالإنجليزية: UFC on ESPN: Gane vs. Spivak)‏ هو حدث لفنون القتال المختلطة ستنظمه يو إف سي، وأُقيم في 2 سبتمبر 2023، على أكورهوتيل أرينا في باريس، فرنسا.

## الجوائز الإضافية
حصل المقاتلون التاليون على مكافآت قدرها 50 ألف دولار.
- قتال الليلة: بينوا سان دوني ضد تياغو مويسيس
- أداء الليلة: سيريل غان ومورغان شاريير